# 町村小夜子
町村 小夜子（まちむら さよこ、1973年3月17日 - ）は、日本のAV女優。アスタープロモーション所属。
北海道出身（東京都出身とするプロフィールもある）。
趣味・特技:料理

## 略歴・人物
2007年にデビューした熟女系のAV女優である。

## 出演作品

### アダルトビデオ
- 母さんとしたい! (10月7日、マドンナ)
- 続 友達の母親 (10月18日、センタービレッジ)
- なでしこデビュー 完全版 (10月19日、Nadeshiko)
- 童貞狩り 熟女 (11月1日、センタービレッジジ)
- 義理のお母さん (11月7日、マドンナ)
- おふくろさん 完全版 (11月16日、Nadeshiko)
- 義母女盛り (11月22日、I.B.WORKS)
- 近親相姦 中出し親子 (11月22日、センタービレッジ)
- 綺麗な兄嫁に中出し (12月5日、イエローダック)
- 中出し近親相姦 母の躾 (12月6日、センタービレッジ)
- 中出し義母レイプ 4 (12月7日、TMA)
- 最高の隣人三十路妻 夫に秘密の愛欲行為 (12月7日、マドンナ)
- 熟女ガマンできない 〜第五章〜 (12月19日、シャイ企画)

- 同・級・生 (1月4日、タカラ映像)
- 60分間寸止め痙攣チ○ポアクメに耐える事が出来たら筆下ろし!! (1月5日、Woman)
- 素人マダムズ [LEVEL A] 其の三十五 (1月8日、アリスJAPAN)
- 人妻中出し (1月9日、イエローダック)
- 親友のお母さん 〜美熟母の誘惑〜 (1月18日、Nadeshiko)
- 巨乳義母 逆レイプ (1月18日、GLAY'z)
- 近親相姦 お母さんに膣中出し (1月19日、ルビー)
- 近親相姦 お母さんの美尻 (2月1日、ワンズファクトリー)
- 僕のおばさん (2月25日、マドンナ)
- 熟妻の交尾 十二ノ巻 (3月4日、KIプランニング) ※「綾峰しおり」名義
- ハメ観音 鶯谷の小夜子さん35歳 (3月19日、ドグマ)
- マドンナ学園6 〜教師と生徒・色欲の卒業式〜 (3月25日、マドンナ)
- 近親相姦シリーズ 継母〜ままはは〜  十六 (3月25日、ドリームステージエンタテインメント)
- 母の寝室 (3月25日、フラットコーポレーション)
- 昼間に自宅で監禁されて… (4月15日、ドリームチケット)
- 巨乳淫乱熟妻 第一章 (4月23日、リアルエレメント)
- 愛する夫の目の前で… 〜柔肌妻・屈辱と快楽の狭間で〜 (6月7日、マドンナ)
- お母さんと日常生活 〜着替え、日常風景。自慰、入浴、放尿編〜 (7月4日、映天)…オムニバス作品
- お母さんと日常生活 〜手コキ、フェラ、SEX編〜 (7月4日、映天)
- 禁断の凌辱 〜私は息子の肉奴隷〜 (7月7日、マドンナ)
- 夫に言えない午後3時 浴衣妻が獣になる昼下り (7月11日、東京音光)
- 東京仮面夫婦 3 (8月21日、グローリークエスト)
- 熟若妻 肉棒 溺愛 (9月25日、SSV)
- 変態女装 ボクはお姉ちゃんのレズ奴隷 (10月25日、レイディックス)
- 若妻達の情事 (11月21日、コマダム倶楽部)
- 僕と友達とお母さんの三角関係 (11月22日、ルビー) ※AVグランプリ2009 エントリー作品
- 義母と義姉 叔母と家庭教師 (12月19日、グラフィティジャパン)
- 美熟女巨乳倶楽部 (12月19日、NIRVANA)
- レズビアンハーレム 会話教室に蠢く百合族たちの女体 (12月20日、ルビー)

- お母さんの授乳と手コキ 4 (1月16日、映天)
- 妻の親友とその娘 (1月23日、グラフィティジャパン)
- 超微細ハイビジョン! 中出しに悶える三人の美熟女 4 (2月20日、Nadeshiko)
- 近親相姦 温泉旅行 (3月27日、メディアバンク)
- 欲求不満の人妻と母親の愛情を知らない青年のSEX (4月16日、グローリークエスト)
- 人妻温泉 癒し系 25 (4月24日、クリスタル映像)
- 人妻恥悦旅行 人妻偽装工作発覚編 (5月1日、グローリークエスト)
- すけべな息子に義母はメロメロ 14 (6月12日、東京音光)
- 未亡人親族強姦図 (7月15日、小林興業)
- 悪妻陵辱 (8月20日、AROUND)
- 禁断の母子交換 母の味くらべ (9月20日、ネクストイレブン)
- オナホール訪問販売員のおばさん 4 (9月20日、ネクストイレブン)
- 不倫デビュー妻の生々しい交尾 大学教授夫人 (10月1日、AV難民)

### オリジナルビデオ
- 彼女の母 セピアの温み (2008年9月19日、日本メディアサプライ)